# Liona Boyd
 (juillet 2018).
Si vous disposez d'ouvrages ou d'articles de référence ou si vous connaissez des sites web de qualité traitant du thème abordé ici, merci de compléter l'article en donnant les références utiles à sa vérifiabilité et en les liant à la section « Notes et références ».
Pour les articles homonymes, voir Boyd.
Liona Boyd, née à Londres le 11 juillet 1949, est une guitariste classique canadienne.

## Naissance et enfance
Liona (Maria Carolynne) Boyd est née à Londres le 11 juillet 1949. Elle est arrivée au Canada enfant et grandit à Toronto. Elle commence ses études musicales à 13 ans quand elle reçoit sa première guitare à Noël.

## Etudes
Elle a été diplômée d'un Bachelor de Musique (Bachelor of Music) avec distinction de l'université de Toronto.

### En France
Elle vit en Europe de 1972 à 1974 et étudie à Paris avec Alexandre Lagoya dont elle a été l'élève.

## Carrière sur scène

### Début
En 1975, elle joue sur la scène de Carnegie Hall à New York et Andrés Segovia lui enverra une note qui dit "Par ta beauté et ton talent tu vas conquérir le public, philharmonique ou non." (en anglais "through your beauty and talent you will conquer the public, philharmonic or not.")

### Par la suite
En 2018, elle a enregistré 26 albums studio, réalisé un enregistrement en direct depuis Tokyo, créé plus de 25 vidéoclips et produit trois enregistrements de compilation.

### Perturbation dans sa carrière
En 2009, sa carrière sur la scène et dans les studios d'enregistrement est perturbée par l'apparition d'une affection neurologique qui lui fait perdre sa virtuosité. On lui diagnostique une dystonie de fonction du musicien, un problème souvent causé par la pratique intense et répétitive d'un instrument.

## Discographie

### Albums
- 1974 : The Guitar/Classical Guitar (Boot Records/London Records)
- 1975 : The Guitar Artistry of Liona Boyd (Boot Records/London Records)
- 1977 : Miniatures for Guitar (Boot Records/Columbia Masterworks Records)
- 1978 : The First Lady of the Guitar (Columbia Records)
- 1979 : The First Nashville Guitar Quartet (RCA Records)
- 1979 : Liona Boyd with Andrew Davis and the English Chamber Orchestra (Columbia Masterworks Records)
- 1980 : Spanish Fantasy (Columbia Masterworks Records)
- 1981 : A Guitar for Christmas (Columbia Masterworks Records)
- 1983 : Virtuoso (Columbia Masterworks Records)
- 1984 : Liona Live in Tokyo (Columbia Masterworks Records)
- 1985 : The Romantic Guitar of Liona Boyd (Columbia Masterworks Records)
- 1986 : Persona (Columbia Masterworks Records)
- 1988 : Encore (A&M Records)
- 1989 : Christmas Dreams (A&M Records)
- 1990 : Paddle to the Sea (Oak Street)
- 1991 : Dancing on the Edge (Moston)
- 1995 : Classically Yours (Moston)
- 1999 : Whispers of Love (Moston)
- 2002 : Camino Latino (Moston)
- 2009 : Liona Boyd Sings Songs of Love (Moston/Universal)
- 2009 : Seven Journeys: Music for the Soul and Imagination (Liona Boyd et Peter Bond) (Moston/Universal)
- 2013 : The Return... To Canada with Love (Moston/Universal)
- 2015 : A Winter Fantasy (Moston/Universal)

### Compilations
- 1982 : The Best of Liona Boyd (Columbia Masterworks Records)
- 1989 : Highlights (A&M Records)
- 1999 : The Spanish Album (Moston)
- 2000 : Passport to Serenity (Moston)
- 2005 : Romanza (Moston)